# 15-Pleven (circonscription électorale)
Pour les articles homonymes, voir Pleven (homonymie).
La circonscription électorale 15-Pleven correspond à l'oblast du même nom et envoie 8 députés à l'Assemblée nationale de Bulgarie (9 entre 2013 et 2023).

## Résultats électoraux

### Élections législatives de 2022
| Partis                 | Partis                                             | Voix    | %     | Sièges | +/-           | Élus (% valide au vote préférentiel)             |
| ---------------------- | -------------------------------------------------- | ------- | ----- | ------ | ------------- | ------------------------------------------------ |
|                        | Coalition GERB-SDS                                 | 16 966  |       | 2      |               | Plamen Petrov (72,67%) et Denitsa Nikolova       |
|                        | Nous continuons le changement                      | 14 162  |       | 2      | en stagnation | Ivan Hristanov (80,74%) et Ivan Manev            |
|                        | BSP pour la Bulgarie                               | 11 054  |       | 2      | en stagnation | Rumen Gechev (58,01%) et Ilian Iontchev (18,17%) |
|                        | Renaissance                                        | 7 435   |       | 1      | 1             | Ivelin Parvanov (81,77%)                         |
|                        | Mouvement des droits et des libertés               | 6 062   |       | 1      | en stagnation | Mario Rangelov (66,92%)                          |
|                        | Il y a un tel peuple                               | 5 088   |       | 0      | 2             |                                                  |
|                        | Réveil bulgare                                     | 3 822   |       | 0      | Nv.           |                                                  |
|                        | Bulgarie démocratique                              | 3 350   |       | 1      | 1             | Stoyan Mihalev (52,39%)                          |
|                        | Debout.BG ! Nous arrivons !                        | 906     |       | 0      | en stagnation |                                                  |
|                        | VMRO - Mouvement national bulgare                  | 668     |       | 0      | en stagnation |                                                  |
|                        | Mouvement des candidats indépendants               | 313     |       | 0      | en stagnation |                                                  |
|                        | Union nationale Attaque                            | 307     |       | 0      | en stagnation |                                                  |
|                        | Coalition pour toi Bulgarie                        | 248     |       | 0      | en stagnation |                                                  |
|                        | Russophiles pour le renouveau de la patrie         | 242     |       | 0      | en stagnation |                                                  |
|                        | Bulgarie juste                                     | 237     |       | 0      | en stagnation |                                                  |
|                        | Union bulgare pour la démocratie directe           | 232     |       | 0      | en stagnation |                                                  |
|                        | Social-démocratie bulgare - EuroGauche             | 220     |       | 0      | en stagnation |                                                  |
|                        | Voix du peuple                                     | 162     |       | 0      | en stagnation |                                                  |
|                        | Mouvement national - Unité                         | 156     |       | 0      | Nv.           |                                                  |
|                        | Front national pour le salut de la Bulgarie        | 152     |       | 0      | en stagnation |                                                  |
|                        | Morale, Initiative et Patriotisme                  | 143     |       | 0      | en stagnation |                                                  |
|                        | Démocratie directe                                 | 124     |       | 0      | en stagnation |                                                  |
|                        | La Bulgarie du travail et de l'intelligence        | 98      |       | 0      | en stagnation |                                                  |
|                        | Parti populaire - La Vérité et seulement la vérité | 92      |       | 0      | Nv.           |                                                  |
|                        | Union conservatrice de la droite                   | 84      |       | 0      | en stagnation |                                                  |
|                        | Pravoto                                            | 82      |       | 0      | en stagnation |                                                  |
|                        | Union nationale bulgare - Nouvelle démocratie      | 58      |       | 0      | en stagnation |                                                  |
|                        | Unification nationale bulgare                      | 44      |       | 0      | en stagnation |                                                  |
|                        | « Aucun de ces choix »                             | 2 964   |       | –      | –             | –                                                |
|                        |                                                    |         |       |        |               |                                                  |
| Suffrages exprimés     |                                                    |         |       |        |               |                                                  |
| Votes nuls             |                                                    |         |       |        |               |                                                  |
| Total                  | Total                                              | 75 600  | 100   | 9      | en stagnation | –                                                |
| Abstentions            | Abstentions                                        |         | 67,36 |        |               |                                                  |
| Inscrits/Participation | Inscrits/Participation                             | 231 624 | 32,64 |        |               |                                                  |